# With You in Mind (альбом Мэриэн Макпартлэнд)
With You in Mind — студийный альбом британо-американской джазовой пианистки Мэриэн Макпартлэнд, записанный в сопровождении струнного оркестра, арфистки и барабанщиков. Выпущен в 1957 году лейблом Capitol Records.

## Отзывы критиков
| Оценки критиков                   | Оценки критиков |
| Источник                          | Оценка          |
| --------------------------------- | --------------- |
| AllMusic                          | [ 1 ]           |
| The Encyclopedia of Popular Music | [ 3 ]           |

Кен Драйден в рецензии для AllMusic отметил, что проникновенная аранжировка «After All» Билли Стрэйхорна — одно из самых лиричных исполнений на сегодняшний день.

## Список композиций
1. «Love Walked In» (Джордж Гершвин, Айра Гершвин) — 3:17
2. «I Remember You» (Джонни Мерсер, Виктор Шерзингер) — 2:26
3. «Autumn Nocturne» (Ким Гэннон, Джозеф Майроу) — 3:36
4. «Für Elise» (Людвиг ван Бетховен) — 2:35
5. «Black Is the Color of My True Love’s Hair» (народная) — 4:03
6. «This Is New» (Айра Гершвин, Курт Вайль) — 3:02
7. «Little Girl Blue» (Лоренц Харт, Ричард Роджерс) — 3:29
8. «With You in Mind» (Мэриэн Макпартлэнд) — 5:22
9. «After All» (Билли Стрэйхорн) — 3:01
10. «A Ship Without a Sail» (Лоренц Харт, Ричард Роджерс) — 2:48
11. «Greensleeves» (народная) — 2:22

## Участники записи
- Мэриан Макпартлэнд — фортепиано, аранжировка
- Джеймс Кэмпбелл, Джеймс Джонсон — бас
- Билл Бритто — ударные
- Маргарет Росс — арфа
- Арнольд Эйдус, Джордж Риччи, Айседор Зир, Макс Кан — струнные

Все данные взяты из примечаний к альбому.